# Machine à vapeur semi-transportable

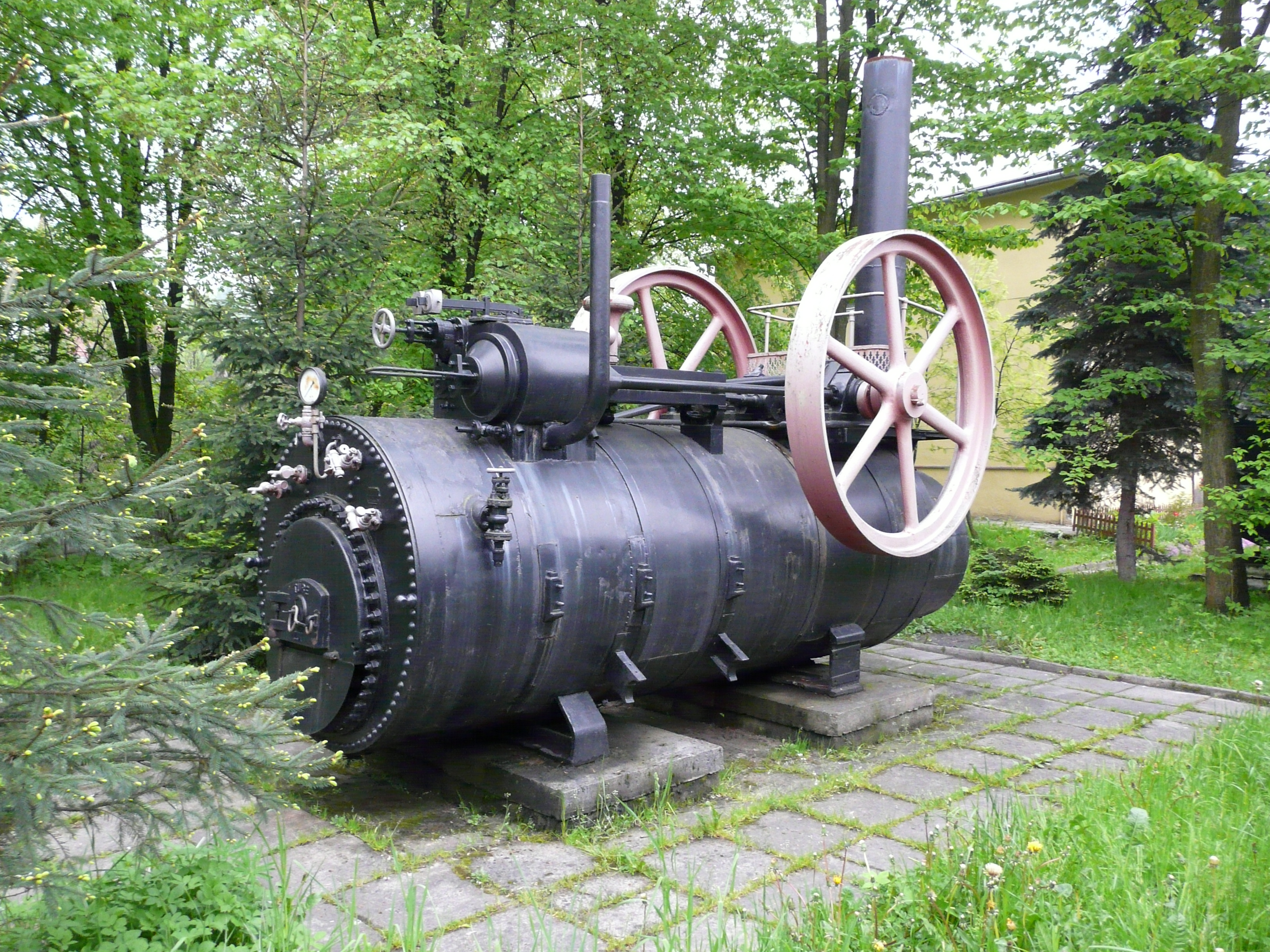
Machine à vapeur semi-portable polonaise avec chaudière horizontale multi-tubulaire

Une machine à vapeur semi-transportable est un type de machine à vapeur stationnaire (ou une forme de machine à vapeur transportables, dites locomobiles).  Elles étaient construites en usine comme système tout en un, incluant la chaudière, si bien qu'elles pouvaient être rapidement installées sur site et mises en service.
Bien que les premiers exemplaires puissent être reconnus dans les travaux de Richard Trevithick aux alentours de 1800, le modèle est attribué à  Robey & Co. de Lincoln qui brevète celui-ci en 1873. Le design distinct de Robey était un sous-type avec un ou deux cylindres montés sous une chaudière de locomotive. Les cylindres étaient montés sous la boîte à fumée et un vilebrequin transversal courait transversalement sous la chaudière, juste devant la chambre de combustion. Le châssis de ces moteurs était une grande de boîte de fonte coulée qui constituait la base de support en une seule pièce pour le moteur et la chaudière.
En raison de la faible hauteur disponible de cette base préfabriquée, la machine à vapeur semi-transportable n'avait pas de volant d'inertie remarquable, comme cela était pratique courante pour les moteurs stationnaires. La nécessité d'obtenir une puissance plus régulière, au moyen d'un volant inertiel, a encouragé l'utilisation de moteurs bicylindres, même si un cylindre unique plus grand aurait été moins cher et tout aussi puissant. Là où un volant était fourni, il était plus petit que d'habitude et exigeait de creuser une fosse pour le faire tourner dans le sol. Pendant les essais en usine, le socle du moteur devait être soulevé sur des madriers afin de fournir cette hauteur supplémentaire.
Une machine stationnaire typique de grande taille de cette époque utilisait un certain nombre de chaudières Lancashire, enveloppées d'une maçonnerie de briques. Il fallait un temps considérable pour construire cette maçonnerie, sans parler de l'installation des équipements. Les chaudières à tubes verticaux en croix utilisés pour les petites machines portables tels que les grues à vapeur avaient beaucoup moins de capacité de production de vapeur et ne pouvaient fonctionner à pleine puissance que par intermittence. Les chaudières de locomotives détournées, avaient une plus grande capacité et pouvaient équiper une usine mécanique qui pouvait fonctionner en continu pendant de longues périodes. Robey a également construit quelques exemplaires, autour de 1886, avec des chaudières horizontales multi-tubulaires.

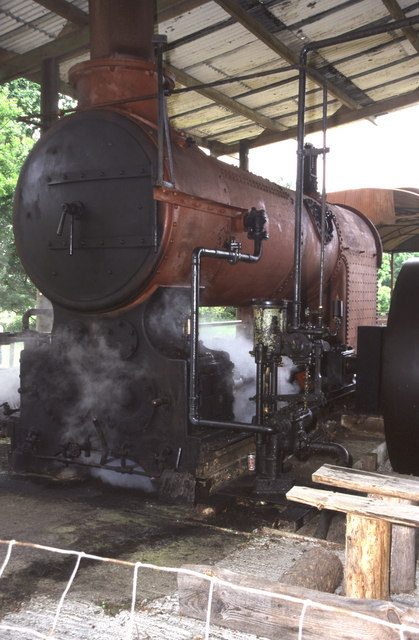
Soustype Marshall sons & co

Là où les moteurs devaient être expédiés à l'étranger, l'équipement auxiliaire, les pièces détachées, etc. devaient être emballés dans des boîtes en tôle d'acier rivetées. Lors de l'installation, ces boîtes pouvaient être ré-utilisées comme réservoirs d'eau.

## Applications
Beaucoup de ces moteurs semi-portables ont été utilisés dans les grands projets de génie civil et dans des mines, pour l'entrainement de pompes à eau, de compresseurs, machine de forage et sonnettes. Certains moteurs spécialisés ont également été construits avec des tambours d'enroulement à destination des puits de mine, surtout quand les puits exploratoires ont été creusés. Si une mine réussissait et entrait en production, une salle de machines, complète pouvait être construite plus tard.